# Mandado de injunção
O mandado de injunção, previsto no artigo 5º, inciso LXXI da Constituição do Brasil de 1988, é um dos remédios-garantias constitucionais, sendo, segundo o Supremo Tribunal Federal (STF), uma ação constitucional usada em um caso concreto, individualmente ou coletivamente, com a finalidade de o Poder Judiciário dar ciência ao Poder Legislativo sobre a ausência de norma regulamentadora, o que torna inviável o exercício dos direitos e garantias constitucionais e das prerrogativas inerentes à nacionalidade, soberania e cidadania.
Possui efeito muito semelhante à Ação Direta de Inconstitucionalidade (ADIn) por Omissão, diferenciando-se desta essencialmente por ser usado num caso concreto, sendo aquela uma das formas de controle concentrado no STF (que pode ocorrer sempre que uma das partes legitimadas pelo artigo 103 da Constituição Federal alega que uma lei ou um ato normativo federal ou estadual, em tese,  é incompatível com a Constituição - ADIn Genérica; quando alegam que lei ou ato normativo federal é compatível com a Constituição - ADC (Ação Declaratória de Constitucionalidade); ou há ausência de norma regulamentadora prevista na CF/88 - ADIn por omissão. Há ainda, como modalidade concentrada de controle de constitucionalidade, a ADIn interventiva, analisada pelo STF por requisição do Procurador Geral da República, e a arguição de descumprimento de preceito fundamental, quando há violação de preceito fundamental, inclusive de lei municipal e lei anterior à entrada em vigor da Constituição Federal de 1988). 
Já outros, alegando a origem no Direito anglo-saxônico, dizem que o Mandado de Injunção se trata de uma ação constitucional que autoriza o juiz a colmatar, num caso concreto, uma omissão no sistema normativo e que torna inviável o exercício dos direitos e das garantias constitucionais e das prerrogativas inerentes à nacionalidade, soberania e cidadania.
Esclarecendo o conceito por comparação entre MI - Mandado de Injunção (artigo 5º, inciso LXXI, da CF/88) e ADInOM - Ação Direta de Inconstitucionalidade por Omissão (artigo 103, § 2º, da CF/88): ambas são usadas nos casos de omissões constitucionais, ou seja, nos casos em que o Poder Público ainda não criou a legislação prevista na CF/88. Principais diferenças: o MI poderá ser impetrado por qualquer pessoa física ou jurídica prejudicada pela ausência de norma; já na ADInOm temos um controle concentrado, sendo legitimados ativos apenas os que aparecem no artigo 103 da Constituição. A competência para processar e julgar o MI incumbe a alguns determinados órgãos jurisdicionais (ver abaixo), sendo exemplo do controle difuso de constitucionalidade. Já no caso da ADInOm temos um exemplo de controle concentrado, realizado, especialmente, pelo Supremo Tribunal Federal. Quando à matéria, ADInOm é cabível contra qualquer omissão inconstitucional, enquanto o MI possui cabimento mais restrito, somente naquelas omissões que tornem inviável o exercício dos direitos, liberdades e prerrogativas inerentes à nacionalidade, à soberania e à cidadania. Além das diferenças formais, temos a diferença material. A ADInOm tem por conteúdo uma declaração atestando a omissão legislativa e o Judiciário fixa o prazo de 30 dias para o órgão suprir a omissão; “já o MI tem por conteúdo não apenas o atestado da omissão, que é seu pressuposto, mas o suprimento dessa omissão pelo próprio Judiciário, valendo a declaração como título judicial, inclusive, para fins mandamental e executivo. No MI, o próprio Judiciário se incumbe de preencher o vazio legislativo”.

## Visão geral
O mandado de injunção é fundamentado no artigo 5º, inciso LXXI da Constituição Federal de 1988 e na Lei 13.300/16. Conceitua-se por ser um remédio constitucional à disposição de qualquer pessoa (física ou jurídica) que se sinta prejudicada pela falta de norma regulamentadora, sem a qual resulte inviabilizado o exercício de seus direitos, liberdades e garantias constitucionais. Ou seja, é para suprir a falta de uma lei.
Tem como natureza jurídica ser uma ação constitucional de caráter civil e de rito sumário. O pressuposto para a ação é não haver regulamentação sobre o direito constitucionalmente garantido. Cabe exclusivamente contra o poder público, pois tem que haver omissão deste em relação a legislar sobre esse direito.
Não cabe: quando o direito não for garantido pela Constituição; contra lei infraconstitucional; quando a omissão for suprida por projeto de lei ainda não aprovado pelo Congresso Nacional; ou quando houver norma regulamentadora, ainda que omissa (há correntes contrárias quanto a esse último item).
A declaração de existência da omissão caracteriza a mora a favor do impetrante, sendo ordenado ao Legislativo que a conserte, sem procedimentos ou prazo para regularização. Compete julgar o mandado de injunção àqueles compreendidos no artigos 102, 105, 121 e 125 da Constituição Federal.
Não é admitido liminar nessa ação porque têm-se que esperar a resposta do órgão julgador em dizer se existe a omissão ou não quanto à norma. Os procedimentos para a ação são os mesmos cabíveis no mandado de segurança, no que for legal.
A jurisprudência do STF oscila quanto à definição do caráter dessa ação constitucional, já houve oportunidade em que o mandado de injunção foi considerado ação constitutiva (vide MI 689, STF), bem como há precedentes que o consideram uma ação mandamental (a exemplo do MI 721, STF), uma vez que o julgador determina àquele com competência para legislar sobre o assunto que assim o faça. Há, ainda, aqueles que o tomam por ação de cunho declaratório, isso porque o mandado de injunção seria responsável por reconhecer a omissão. 
Quanto ao mandado de injunção coletivo, é cabível no que for cabível o mandado de segurança, no qual as entidades impetrantes visam a garantir os direitos omissos de seus associados.

## Competência
A competência para processamento e julgamento do mandado de injunção é definida conforme a autoridade responsável pela edição da norma faltosa.
Desta forma, será originariamente competente o Supremo Tribunal Federal para o julgamento do mandado de injunção, quando a edição de norma regulamentadora for de competência do Presidente da República, do Congresso Nacional, da Câmara dos deputados, do Senado Federal, da Mesa de uma das Casas Legislativas Federais, do Tribunal de Contas da União, de qualquer dos Tribunais Superiores, inclusive, o Supremo Tribunal Federal;
Em se tratando de recurso Ordinário, também será competente o Supremo Tribunal Federal para o julgamento do mandado de injunção, quando decidido em única instancia pelo Superior Tribunal de Justiça ou ainda, em grau de recurso Extraordinário, quando a decisão proferida em sede de mandado de segurança contrariar a Constituição Federal.
Será originariamente competente o Superior Tribunal de Justiça para o julgamento do mandado de injunção, quando a edição da norma regulamentadora for atribuição de órgão, entidade ou autoridade federal, da administração direta ou indireta, excetuado os casos de competência do Supremo Tribunal Federal, da Justiça do Trabalho, da Justiça Militar, da Justiça Federal e da Justiça Eleitoral.
As Justiças Estaduais também têm competência para julgar o mandado de injunção na forma prevista nas Constituições Estaduais.
Em Minas Gerais, por exemplo, compete ao Tribunal de Justiça, o julgamento do mandado de injunção, nos casos em que a edição da norma regulamentadora for de atribuição de órgãos estaduais ou de entidades da Administração Direta ou Indireta.
Aos juízes de Direito a competência para julgar o mandado de injunção existe quando a edição da norma regulamentadora for atribuição de Vereadores, de sua Mesa Diretora, do Prefeito ou de autarquia ou fundação criada pelo município.